# Yeah Yeah Yeahs
Die Yeah Yeah Yeahs sind eine im Jahr 2000 in New York gegründete Rockband. Die Band besteht aus der Sängerin und Pianistin Karen O, dem Gitarristen und Keyboarder Nick Zinner und dem Schlagzeuger Brian Chase.

## Geschichte
Karen Orzolek (Karen O) und Nicholas „Nick“ Zinner gründeten die Band 2000 als Folk-Duo unter dem ursprünglichen Namen Unitard. Nachdem ein erster Drummer die Band verlassen hatte, stieß Brian Chase neu zum Lineup hinzu. Von den Anfängen mit Akustikgitarre und Gesang ging die Band, inspiriert von der Avant-Punk-Szene in Ohio, verstärkt zu elektrischen Gitarren über und definierte schließlich ihren Stil, der sich am besten als Indie-Rock bezeichnen lässt, häufig aber auch unter Art-Punk und Garage Rock eingeordnet wird.
Nach Supportgigs für The Strokes und The White Stripes veröffentlichte die Band 2001 ihre erste mit Yeah Yeah Yeahs betitelte EP. Die EP wird mitunter wegen einer das Coverfoto zierenden Halskette mit dem Anhänger Master fälschlicherweise als Master bezeichnet. Nach weiteren Auftritten mit Sleater-Kinney, Liars und The Jon Spencer Blues Explosion wurde 2002 die zweite EP Machine veröffentlicht.
2003 erschien schließlich das erste Studioalbum mit dem Titel Fever to Tell auf Interscope. Das Album wurde von der Kritik überwiegend sehr positiv aufgenommen und war 2004 in der Kategorie Best Alternative Music Album für den Grammy nominiert. Nach Angaben der britischen Tageszeitung The Guardian wurde Fever to Tell mehr als eine Million Mal verkauft.
Ab dem zweiten Album Show Your Bones, das im Herbst 2006 folgte, wurde die Band bei Liveauftritten von dem Gitarristen Imaad Wasif unterstützt. Die erste Singleauskopplung aus dem Album war Gold Lion. 2007 erschien die EP Is Is.
Die für den April 2009 geplante Veröffentlichung des dritten Albums It’s Blitz! wurde auf den 10. März vorverlegt, nachdem das Album durch einen Leak bereits im Februar im Internet kursierte. Seit der Tour zu diesem Album ersetzt David Pajo als zweiter Gitarrist Imaad Wasif bei Liveauftritten.
Das vierte Album mit dem Titel Mosquito wurde am 16. April 2013 veröffentlicht. Am 30. September 2022 erschien das fünfte Studioalbum Cool It Down.

## Diskografie

### Alben
| Jahr | Titel           | Höchstplatzierung, Gesamtwochen, AuszeichnungChartplatzierungen (Jahr, Titel, Platzierungen, Wochen, Auszeichnungen, Anmerkungen) | Höchstplatzierung, Gesamtwochen, AuszeichnungChartplatzierungen (Jahr, Titel, Platzierungen, Wochen, Auszeichnungen, Anmerkungen) | Höchstplatzierung, Gesamtwochen, AuszeichnungChartplatzierungen (Jahr, Titel, Platzierungen, Wochen, Auszeichnungen, Anmerkungen) | Höchstplatzierung, Gesamtwochen, AuszeichnungChartplatzierungen (Jahr, Titel, Platzierungen, Wochen, Auszeichnungen, Anmerkungen) | Höchstplatzierung, Gesamtwochen, AuszeichnungChartplatzierungen (Jahr, Titel, Platzierungen, Wochen, Auszeichnungen, Anmerkungen) | Anmerkungen                              |
| Jahr | Titel           | DE | AT | CH | UK | US | Anmerkungen                              |
| ---- | --------------- | --- | --- | --- | --- | --- | ---------------------------------------- |
| 2003 | Fever to Tell   | — | — | — | UK13 Gold · (10 Wo.)UK | US55 Gold · (28 Wo.)US | Erstveröffentlichung: 3. Mai 2003        |
| 2006 | Show Your Bones | DE65 (1 Wo.)DE | AT54 (2 Wo.)AT | — | UK7 Gold · (10 Wo.)UK | US11 (10 Wo.)US | Erstveröffentlichung: 22. März 2006      |
| 2009 | It’s Blitz!     | DE71 (2 Wo.)DE | AT61 (2 Wo.)AT | CH85 (1 Wo.)CH | UK9 Gold · (8 Wo.)UK | US22 Gold · (28 Wo.)US | Erstveröffentlichung: 8. März 2009       |
| 2013 | Mosquito        | DE63 (1 Wo.)DE | AT44 (1 Wo.)AT | CH76 (1 Wo.)CH | UK9 (5 Wo.)UK | US5 (2 Wo.)US | Erstveröffentlichung: 12. April 2013     |
| 2022 | Cool It Down    | DE29 (1 Wo.)DE | — | CH41 (1 Wo.)CH | UK10 (1 Wo.)UK | US45 (1 Wo.)US | Erstveröffentlichung: 30. September 2022 |

### EPs
- 2001: Yeah Yeah Yeahs
- 2002: Machine
- 2006: Yeah Yeah Yeahs: iTunes Session EP
- 2007: Is Is

### Singles
| Jahr | Titel Album                       | Höchstplatzierung, Gesamtwochen, AuszeichnungChartplatzierungen (Jahr, Titel, Album, Platzierungen, Wochen, Auszeichnungen, Anmerkungen) | Höchstplatzierung, Gesamtwochen, AuszeichnungChartplatzierungen (Jahr, Titel, Album, Platzierungen, Wochen, Auszeichnungen, Anmerkungen) | Höchstplatzierung, Gesamtwochen, AuszeichnungChartplatzierungen (Jahr, Titel, Album, Platzierungen, Wochen, Auszeichnungen, Anmerkungen) | Anmerkungen                             |
| Jahr | Titel Album                       | DE | UK | US | Anmerkungen                             |
| ---- | --------------------------------- | --- | --- | --- | --------------------------------------- |
| 2002 | Machine                           | — | UK37 (2 Wo.)UK | — |                                         |
| 2003 | Date with the Night Fever to Tell | — | UK16 (2 Wo.)UK | — |                                         |
| 2003 | Pin Fever to Tell                 | — | UK29 (2 Wo.)UK | — |                                         |
| 2003 | Maps Fever to Tell                | — | UK26 Silber · (2 Wo.)UK | US87 (13 Wo.)US |                                         |
| 2004 | Y Control Fever to Tell           | — | UK54 (2 Wo.)UK | — |                                         |
| 2006 | Gold Lion Show Your Bones         | — | UK18 (4 Wo.)UK | US88 (3 Wo.)US | Erstveröffentlichung: 20. März 2006     |
| 2006 | Turn Into Show Your Bones         | — | UK53 (2 Wo.)UK | — | Erstveröffentlichung: 19. Juni 2006     |
| 2009 | Zero It’s Blitz!                  | — | UK49 (5 Wo.)UK | — | Erstveröffentlichung: 2. März 2009      |
| 2009 | Heads Will Roll It’s Blitz!       | DE73 ×3Dreifachgold · (6 Wo.)DE | UK89 Platin · (2 Wo.)UK | — | Erstveröffentlichung: 30. November 2009 |

Weitere Singles
- 2006: Cheated Hearts
- 2007: Down Boy
- 2013: Sacrilege
- 2013: Mosquito
- 2013: Despair
- 2022: Spitting Off the Edge of the World[7]
- 2022: Burning[8]

### Videoalben
- 2004: Tell Me What Rockers to Swallow

## Auszeichnungen für Musikverkäufe
| Goldene Schallplatte - Australien - 2010: für das Album It’s Blitz! - Belgien - 2010: für die Single Heads Will Roll - Brasilien - 2024: für die Single Heads Will Roll - Neuseeland - 2023: für das Album It’s Blitz! - Spanien - 2024: für die Single Heads Will Roll | 2× Platin-Schallplatte - Neuseeland - 2024: für die Single Heads Will Roll |

Anmerkung: Auszeichnungen in Ländern aus den Charttabellen bzw. Chartboxen sind in ebendiesen zu finden.
| Land/RegionAuszeichnungen für Musikverkäufe (Land/Region, Auszeichnungen, Verkäufe, Quellen) | Silber  | Gold       | Platin     | Verkäufe  | Quellen              |
| -------------------------------------------------------------------------------------------- | ------- | ---------- | ---------- | --------- | -------------------- |
| Australien (ARIA)                                                                            | —       | Gold1      | —          | 35.000    | aria.com.au          |
| Belgien (BRMA)                                                                               | —       | Gold1      | —          | 15.000    | ultratop.be          |
| Brasilien (PMB)                                                                              | —       | Gold1      | —          | 30.000    | pro-musicabr.org.br  |
| Deutschland (BVMI)                                                                           | —       | Gold1      | Platin1    | 450.000   | musikindustrie.de    |
| Neuseeland (RMNZ)                                                                            | —       | Gold1      | 2× Platin2 | 67.500    | radioscope.co.nz NZ2 |
| Spanien (Promusicae)                                                                         | —       | Gold1      | —          | 30.000    | elportaldemusica.es  |
| Vereinigte Staaten (RIAA)                                                                    | —       | 2× Gold2   | —          | 1.000.000 | riaa.com             |
| Vereinigtes Königreich (BPI)                                                                 | Silber1 | 3× Gold3   | Platin1    | 1.100.000 | bpi.co.uk            |
| Insgesamt                                                                                    | Silber1 | 11× Gold11 | 4× Platin4 |           |                      |

## Sonstiges
- Karen O wurde in Südkorea als Karen Lee Orzolek geboren. Ihre Mutter ist Koreanerin, ihr Vater stammt aus Polen.[9] Auf dem Soundtrack der Filmbiografie I’m Not There über Bob Dylan singt sie Dylans Highway 61 Revisited.
- Nick Zinner ist Mitglied der Hardcore-Punk-Band Head Wound City, in der im Übrigen Mitglieder von The Locust und The Blood Brothers spielen. Auf dem 2005 erschienenen Album Digital Ash in a Digital Urn der Bright Eyes wirkte er bei mehreren Titeln als Gitarrist und Keyboarder mit. Als Gitarrist ist er auch auf dem 2008 erschienenen Debüt-Album Anywhere I Lay My Head der Schauspielerin Scarlett Johansson vertreten.